# Міодраг Анджелкович
Міодра́г Андже́лкович (серб. Miodrag Anđelković/Миодраг Анђелковић; нар. 7 серпня 1977, Косовська Мітровіца) — сербський футболіст, нападник.
За багаторічну ігрову кар'єру не досяг високих спортивних результатів, втім є носієм іншого непересічного досягнення — встиг на професійному рівні пограти за більш ніж 20 різних клубів з 16 країн Європи, Азії, Південної та Північної Америки, в жодному з яких не затримувався більше ніж на один сезон.

## Ігрова кар'єра
У дорослому футболі дебютував 1995 року виступами за команду клубу ОФК (Белград), в якій провів один сезон, взявши участь у 18 матчах чемпіонату. В наступному ще чотири рази повертався до цієї белградської команди, в 1999, 2002, 2003 та 2007 роках.
Свої подорожі футбольним світом почав 1996 року, перебравшись до Іспанії, де молодий югослав відіграв по декілька матчів за місцеві «Еспаньйол» та «Альмерію». У 1997—1998 роках грав у Німеччині за клуб «Гройтер» та в Ізраїлі за «Хапоель» (Петах-Тіква).
1999 року вперше повернувся на батьківщину, приєднався до ОФК (Белград), за який відіграв повний сезон. Був основним гравцем атакувальної ланки команди. У складі ОФК (Белград) навіть був одним з головних бомбардирів команди, маючи середню результативність на рівні 0,41 голу за гру першості. Частину 2000 року провів в іншій югословській команді, «Смедереві». Протягом наступних трьох років в кар'єрі гравця були турецький «Антальяспор», бразильські «Флуміненсе» та «Корітіба», а також польський «Відзев».
Після нетривалого повернення до «рідного» белградського ОФК частину 2004 року Анджелкович провів у Східній Азії, де пограв за південнокорейський «Інчхон Юнайтед» та японський «Сересо Осака». У 2005—2006 роках гравець пограв за казахський «Іртиш» (Павлодар), провів десять матчів в чемпіонаті України за запорізький «Металург», в яких відзначився двома забитими голами, та деякий час захищав кольори клубу «Аль-Аглі» в Саудівській Аравії.
2007 року вчергове повернувся до ОФК (Белград), того ж року залишив команду і попрямував спочатку до Китаю (грав за «Далянь Шиде» та «Харбін Ітен»), а у 2009 — до Румунії (в активі гравця виступи за місцеві «Пандурій» та «Інтернаціонал» з Куртя-де-Арджеша).
У 2010 дебютував у північноамериканському футболі, провівщи загалом десять ігор за канадський «Брентфорд Гелексі». 2011 року повернувся до Європи, приєднавшись спочатку до мальтійської «Валетти», а згодом до сербського «Младеноваця».